# Campylognathoides
Campylognathoides is een geslacht van uitgestorven pterosauriërs behorend tot de Lonchognatha dat leefde tijdens het Vroeg-Jura, ongeveer 180 miljoen jaar geleden.
Het eerste fossiel van dit vliegend reptiel, gevonden in Duitsland, werd in 1858 beschreven. In 1894 werd op grond van een tweede groter fossiel een apart geslacht benoemd: Campylognathus. De twee fossielen kregen uiteindelijk ieder een eigen soortnaam: C. zitteli en C. liasicus. In 1928 bleek dat de naam Campylognathus al gebruikt was voor een insect en werd die veranderd in Campylognathoides. Later werd er nog een tiental exemplaren ontdekt, allemaal in Duitsland. Tegenwoordig wordt vermoed dat er eigenlijk maar één soort is, waarvan C. zitteli het oudere dier is met een vleugelspanwijdte van tegen de twee meter en C. liasicus de naam is die gegeven werd aan jongere dieren met een spanwijdte van een meter.
Campylognathoides had erg lange vleugels, voorzien van een vlieghuid, en was een sterk gespierde en behendige vlieger. Hij had een lange staart die diende als roer. Vermoedelijk had het dier, net als alle pterosauriërs, een vacht en was warmbloedig. De kop was lichtgebouwd maar voorzien van krachtige, vrij korte, tanden. Campylognathoides was een roofdier maar het is niet zeker waaruit zijn prooi bestond. Misschien ving hij vissen of inktvissen op open zee maar het is ook mogelijk dat hij joeg op kleine landdieren.

## Naamgeving en vondsten
In 1858 beschreef en benoemde Friedrich August Quenstedt een fossiel bestaande uit wat armbeenderen op een steenplaat uit het vroege Jura, Toarcien, 180 miljoen jaar oud, van Württemberg als Pterodactylus liasicus. De soortaanduiding verwijst naar het Lias, toen de algemene naam voor het vroege Jura. Het specimen, holotype GPIT 9533, was gevonden op de Wittberg bij Metzingen. In de vroege negentiende eeuw was het gebruikelijk om iedere nieuwe pterosauriërsoort bij het geslacht Pterodactylus onder te brengen. Een uitzondering werd rond 1858 al gemaakt voor vormen met lange staarten, die men aan Rhamphorhynchus toeschreef, maar van het fossiel was de staart niet bewaard gebleven en Quenstedt meende uit lange middenhandsbeenderen te kunnen opmaken dat het een vrij geavanceerde soort betrof waarbij zo'n staart ook niet verondersteld hoefde te worden. Dit rechtvaardigde, tezamen met een korte bovenarm, volgens hem ook de afscheiding tussen andere al ontdekte soorten uit het Lias, namelijk Dorygnathus en Dimorphodon.
In 1893 werd door Bernhard Hauff senior een vrij compleet en groot skelet van een pterosauriër ontdekt in de leisteen van Holzmaden en dit werd in 1894 door Felix Plieninger benoemd als Campylognathus zitteli. De geslachtsnaam betekent 'gebogen' (kampylos) 'kaak' (gnathos) in het Klassiek Grieks; de soortaanduiding eert Alfred von Zittel. Het inventarisnummer van dit holotype van het genus is SMNS 9787. In 1897 werd een volgende, bijzonder goed geconserveerd, skelet ontdekt in de Fleins nabij Holzmaden dat geprepareerd werd door Hauff. Alleen de schedel ontbrak, maar die werd door Hauff alsnog gevonden en in de plaat van het fossiel aangebracht — deze bevindt zich dus niet helemaal in een natuurlijke positie. Via de Belgische verzamelaar baron De Bayet, wiens enorme collectie fossielen voor honderdduizend Belgische Frank werd aangekocht, werd het in 1903 verworven door het Carnegie Museum te Pittsburgh. Dit Pittsburgh-specimen, CM 11424, is de beste bron van informatie over het geslacht; het heeft een vleugelspanwijdte van ongeveer 97,5 centimeter.

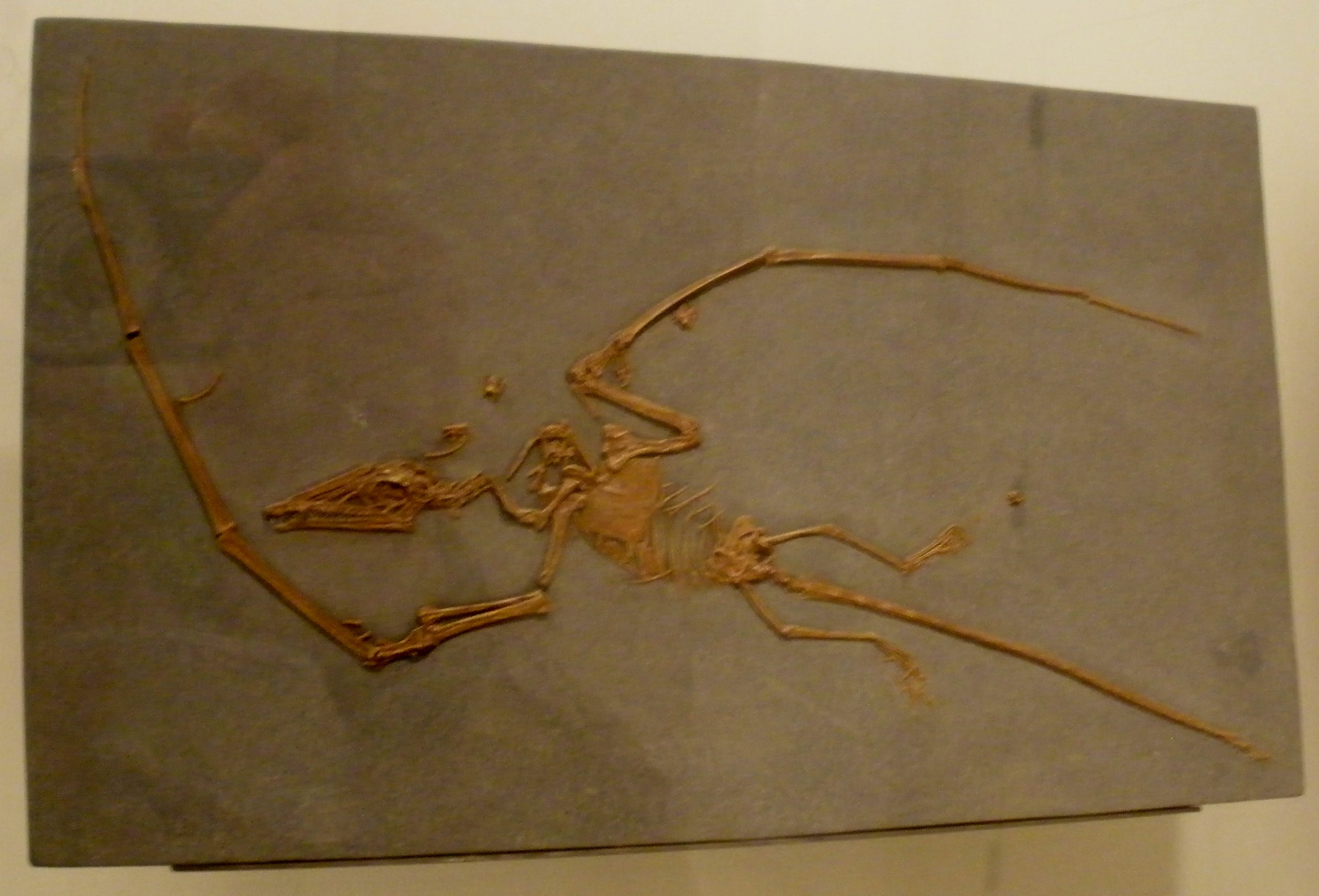
Een afgietsel van CM 11424, het Pittsburgh-specimen van C. liasicus; de schedel is later toegevoegd

In 1901 bestudeerde Plieninger voor het eerst P. liasicus en ontdekte dat Quenstedt het in werkelijkheid korte middenhandsbeen voor een ravenbeksbeen aangezien had, wat betekende dat deze vorm vermoedelijk aan andere basale pterosauriërs verwant was. In 1906 wees Plieninger het holotype van P. liasicus aan het geslacht Campylognathus toe en ook het Pittsburgh-exemplaar. Hij liet voorlopig in het midden welke status de eerdere benoemde vorm nu precies had, of het een aparte soort vormde of tot dezelfde soort behoorde. In een volgende publicatie uit 1907 echter, onderscheidde hij twee soorten, naast de typesoort C. zitteli ook nu ook C. liasicus. Het Pittsburgh-exemplaar werd door hem aan C. liasicus toegeschreven.
In 1925 werd door de Universiteit van Uppsala een vierde exemplaar, R 157, verworven van Hauff, die het in 1921 bij Holzmaden ontdekt had, en beschreven door Carl Wiman. Het betreft een niet in verband liggend skelet zonder schedel met een spanwijdte van 102,5 centimeter.
In 1928 ontdekte de Noorse entomoloog Embrik Strand dat de naam van de in 1890 benoemde Afrikaanse wants Campylognathus nigrensis later ook voor een pterosauriër gebruikt was. De naam van de laatste veranderde hij daarom in Campylognathoides; het toevoegen van het Griekse ~eides, 'gelijkend op', is een methode die vaker wordt toegepast als men gedwongen is een nieuwe geslachtsnaam te geven maar die niet te veel van de oude wil doen afwijken.
Op 18 maart 1933 kocht het Franse Muséum national d'histoire naturelle een vrijwel compleet skelet, MNHN HLZ 50, dat Hauff in 1931 bij Holzmaden ontdekt had. Dit werd, hoewel zeer goed geconserveerd, pas in 2008 beschreven; het heeft een vlucht van een meter.
In 1948 kocht ook het Staatliches Museum für Naturkunde te Stuttgart een specimen dat Hauff in 1942 geprepareerd had, SMNS 18879. Dit fossiel, met een vlucht van 87,5 centimeter, is uitstekend geconserveerd en tamelijk compleet — en lijkt nog vollediger doordat sommige ontbrekende delen, waaronder de staart, in het omringende gesteente zijn gebeeldhouwd, een vorm van bedrog die niet zeldzaam is. In 1978 vielen aan dit instituut twee exemplaren toe — fossiele vondsten zijn sinds 1971 van rechtswege eigendom van de van het Bundesland Baden-Württemberg — die gevonden waren in de leisteengroeve van Jürgen Fischer bij Ohmden: SMNS 50735, een niet in verband liggend en in twee via een restauratie verbonden platen gezaagd gedeeltelijk skelet met schedel, waarvan de vleugelspanwijdte 106 centimeter bedraagt en het grote SMNS 51100, een vrij compleet maar weinig in verband liggend skelet gevonden in augustus 1978. Op 25 oktober 1984 volgde een aankoop uit de verzameling van D. Weber te Göppingen: SMNS 54049, dat op 8 juli 1967 ontdekt was en in 1985 door Norbert Adorf werd geprepareerd. Het bestaat uit een gedeeltelijk skelet, stukken wervelkolom, ribben en ledematen, zonder schedel en heeft een vlucht van 82,5 centimeter. Het Geologisch-paläontologisches Institut und Museum der Universität Tübingen verwierf later een vrij groot exemplaar van onduidelijk herkomst, wellicht uit de omgeving van Bailinger: GPIT 24470 dat slechts bestaat uit een 82 millimeter lang stuk onderkaak met tanden en een vijftien centimeter lang stuk vleugelvingerkootje; de spanwijdte is niet nauwkeurig vast te stellen. Dat laatste geldt ook voor het elfde specimen, een acht centimeter lange schedel geprepareerd door Fritz Lörcher, dat zich bevindt in het Werkforum, het vroegere Fossilienmuseum Rohrbach Zement (een bedrijf dat nu deel is van Holcim) te Dotternhausen. Het heeft aldaar geen inventarisnummer maar het SMNS heeft een afgietsel, SMNS 50807.
Een twaalfde fossiel, BSP 1985 I 87, werd gevonden bij Schandelah ten oosten van Braunschweig en in 1986 beschreven door Peter Wellnhofer en Bernd Vahldiek. Deze concludeerden dat het vermoedelijk om Campylognathoides ging maar wisten geen soort te bepalen, zodat ze het maar beschreven als een Campylognathoides sp.. Het betreft een driedimensionaal bewaard gebleven bekken.
Er is in de literatuur ook sprake van een dertiende exemplaar, het in 1975 beschreven PIMUZ A III/493 dat deel uitmaakt van de collectie van de Universiteit Zürich, maar daarvan heeft Kevin Padian in 2008 vastgesteld dat het vermoedelijk gaat om een specimen van Dorygnathus. Een dergelijke verwisseling die al eerder was opgemerkt, betreft GPIT 1645/2.

## C. liasicusenC. zitteli: aparte soorten of groeistadia?
Plieninger onderscheidde in 1907 de beide soorten, C. liasicus en C. zitteli, vooral op basis van grootte en het ontbreken van voldoende informatie. SMNS 9787 heeft een vleugelspanwijdte die met 182,5 centimeter ruim het dubbele is van die van GPIT 9533: 82,5 centimeter. De grotere vorm is dus bijna elf keer zwaarder. Toch was grootte voor Plieninger kennelijk geen beslissende factor. CM 11424 is namelijk ook vrij klein en werd door hem toch bij C. zitteli gerekend. Plieninger vond het holotype van C. liasicus te slecht van kwaliteit om er andere fossielen aan toe te schrijven en de erkenning van C. liasicus gaf hij expliciet als voorlopig aan.
In 1925 vond Wiman echter een vormonderscheid tussen beide taxa: C. zitteli heeft een relatief veel langere vleugelvinger. Hij wees zijn eigen Zweedse exemplaar, UUPM R157, en het Pittsburgh-specimen daarom aan C. liasicus toe. Alle latere gevonden exemplaren van Campylognathoides werden in eerste instantie ook bij deze soort ondergebracht. In 2008 merkte Padian echter op dat SMNS 51100 met een vlucht van 170 centimeter nauwelijks kleiner was dan SMNS 9787 en ook dezelfde proporties bezat. Hij verhuisde dit exemplaar daarom naar C. zitteli — zij het slechts voorlopig want Padian acht het niet onmogelijk dat beide soorten slechts groeistadia van een enkele soort vertegenwoordigen. Bij groeiende individuen neemt bij de meeste pterosauriërsoorten de relatieve lengte van de vleugel toe om een al te snelle toeneming van de vleugelbelasting te voorkomen. Het gewicht stijgt immers met de derde macht maar de vleugeloppervlakte bij gelijkblijvende proporties slechts met de tweede macht. Er zijn echter nog andere verschillen: bij C. zitteli is de snuit langer met relatief langere neusgaten en er zijn tot negentien in plaats van twaalf tanden in de onderkaak; ook de achterpoten zijn relatief langer en het bekken heeft vijf sacrale wervels waarvan de ribben loodrecht op de wervel staan in plaats van schuin naar achteren te steken. Ook deze kunnen echter weer grotendeels als ontogenetische verschijnselen verklaard worden. Bij sommige andere bekende pterosauriërs neemt bij het ouder worden het aantal tanden ook toe; een groter dier heeft relatief krachtiger poten nodig met een steviger bekken. Voorzichtigheidshalve schortte Padian zijn oordeel op tot de mogelijke vondst van tussenliggende exemplaren het bewijs levert van een doorlopende groeireeks, zoals reeds eerder voor Rhamphorhynchus en Pterodactylus gebeurd is. Hierom vindt hij het jammer dat van GPIT 24470 niet meer bekend is dan een onderkaak want die lijkt in lengte precies zo'n tussenvorm te hebben kunnen opleveren; voorlopig wees hij dit specimen toe aan C. zitteli.

## "Campylognathoides"indicus
In 1974 beschreef de Indiase paleontoloog Sohan Lal Jain een zes centimeter lang stuk snuit, ISI R. 48, bestaande uit twee praemaxillae waarin een tand, en twee losse tanden, gevonden in de Kotaformatie van India. Hij benoemde hiervoor een aparte soort: Campylognathus indicus. De soortaanduiding verwijst naar India. Volgens Padian is de gelijkenis met Campylognathoides slechts oppervlakkig en is het geheel niet zeker dat het om resten van een pterosauriër gaat en niet, bijvoorbeeld, om die van een vis. Daarbij is de formatie sindsdien opnieuw gedateerd van het vroege naar het midden-Jura of nog later, wat enig verband met Campylognathoides nog onwaarschijnlijker maakt. "C." indicus is daarom volgens hem een nomen dubium. Ander materiaal in de formatie gevonden, dat eerder aan Rhamphorhynchus was toegeschreven, verwees Jain ook naar C. indicus; daarvan erkent Padian dat het om authentieke pterosauriërresten gaat maar hij wijst een determinering als Campylognathoides of Rhamphorhynchus af en hetzelfde geldt voor een vondst uit 1980 van een stuk kaak door Jain.

## Beschrijving
Door het grote aantal gevonden fossielen is het skelet van Campylognathoides voor het grootste deel bekend. Afdrukken of resten van de weke delen, zoals de vlieghuid of een vacht, zijn echter nog niet aangetroffen.

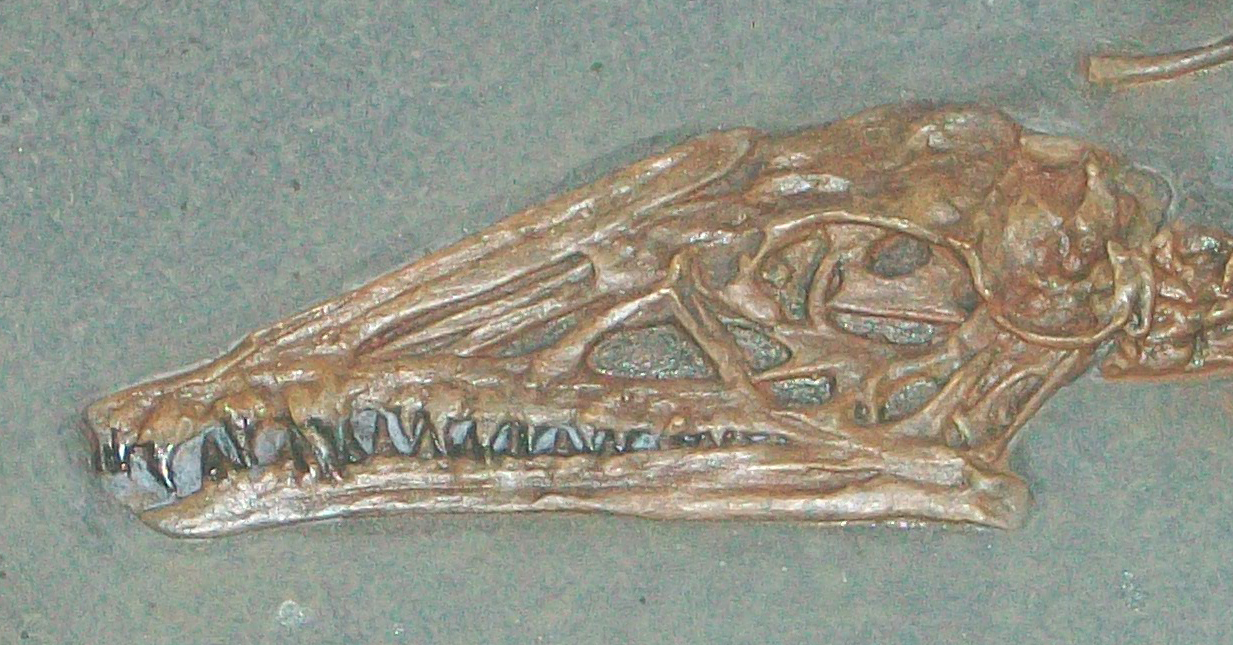
Detail van de schedel van het afgietsel in het AMNH

De schedel van Campylognathus is langgerekt maar niet extreem. De absolute lengte is 114 millimeter bij C. zitteli (SMNS 9787), 68 tot 85 millimeter bij C. liasicus. Het is een vrij lichtgebouwde constructie, die niet de versterkingen toont die andere basale pterosauriërs vaak typeren. De achterkant, bestaande uit het os squamosum, is afgerond; de er voor liggende wandbeenderen lopen geleidelijk naar beneden. De daar weer voor liggende voorhoofdsbeenderen echter staan weer wat schuin omhoog; pas bij het achterste punt van de praemaxillae, boven de ogen, gaat de bovenlijn van de schedel abrupt schuin omlaag richting snuitpunt. Die is echter niet erg spits want vlak voor het einde buigt de snuit iets omhoog, een afgeronde "wipneus" vormend. Een belangrijk deel van de snuit wordt ingenomen door zeer grote en langgerekte neusgaten. De hoek tussen de neusgaten en de kaaklijn wordt gevuld door een kleine driehoekige schedelopening, de fenestra antorbitalis. Daarachter bevinden zich de tamelijk grote en ronde oogkassen; bij verschillende exemplaren is daarin een verstevigende scleraalring bewaard gebleven. De oogkassen staan vrij laag, van de kaaklijn slechts gescheiden door een dun jukbeen. Het bovenste slaapvenster is ook tamelijk groot en rond; het onderste is spleetvormig.
De praemaxilla draagt vier tanden die naar achteren in grootte toenemen: het vierde tandenpaar is verreweg het grootste. Erachter staan tien kleinere tanden in de maxilla die meestal geleidelijk naar achteren in grootte afnemen. De lichtgebogen kegelvormige tanden zijn stevig met een zeer brede basis maar kort. Bij de punt zijn ze van achteren abrupt afgeschuind zodat een beitelvormig snijvlak ontstaat. Ze staan iets naar binnen gericht. De onderkaak, 95 millimeter lang bij SMNS 9787, is vooraan licht verbredend gebogen, waar het geslacht zijn naam aan ontleend. Het aantal tanden in het dentarium varieert van twaalf tot veertien bij C. liasicus, zestien tot negentien bij C. zitteli. De voorste tanden in de onderkaak benaderen de grootte van de voorste drie paren in de praemaxilla; ze staan verder uit elkaar en de onderkaakpunt is tandeloos. Door de buiging kon de bek niet goed gesloten worden, tenzij een hoornschacht de ruimte opvulde. Samen met de veertien tanden in de bovenkaak, loopt het totaal bij de grootste exemplaren op tot 66.
Volgens Padian zijn er acht halswervels, veertien ruggenwervels, vier of vijf sacrale wervels en tot 38 staartwervels. De halswervels hebben brede wervellichamen met hoge doornuitsteeksels die plat zijn of gepunt en dragen lange nekribben. De ruggenwervels zijn niet veel kleiner dan de halswervels. Ze hebben rechthoekige doornuitsteeksels en dragen dubbelkoppige ribben. Als er vijf sacrale wervels zijn, is de achterste ruggenwervel door vergroeiing met het darmbeen een sacrale wervel geworden; nog een ruggenwervel en ook de voorste staartwervel zouden volgens Padian zo zijn 'ingevangen' aangezien de Archosauria oorspronkelijk slechts twee sacrale wervels hebben. Campylognathoides heeft een lange staart als stabilisator en richtingsroer. De staartbasis is flexibel met zes korte, brede wervels met lage doornuitsteeksels; daarachter volgen een dertigtal verlengde staartwervels waarvan de zeer lange werveluitsteeksels dunne beendraden vormen die de hele staart verstijven. Wellicht dat die achteraan voorzien was van een vaantje, maar dat is niet bekend; de vorm daarvan was bij basale pterosauriërs kennelijk erg variabel. De totale lengte van snuit- tot staartpunt is bij SMNS 50735 precies bepaald en bedroeg 288 millimeter.
Het schouderblad is anderhalf keer zo lang als het ravenbeksbeen en nog iets langer in de grootste exemplaren: 59 tegenover 37 millimeter bij SMNS 51100. Beide beenderen zijn bij alle bekende specimina vergroeid, een teken dat er geen echte juveniele individuen tussen zitten. Het schouderblad bestaat uit wee segmenten die een hoek met elkaar maken van ongeveer 30°; het onderste segment maakt weer een rechte hoek met het ravenbeksbeen. De raakpunt daarvan met het borstbeen is stomp bij C. zitteli, verbreed en hol bij C. liasicus. Het borstbeen is nogal fors en waaier- of trapeziumvormig met een kort maar duidelijk gevormd uitsteeksel vooraan voor de aanhechting van de vliegspieren, de cristospina. Bij sommige exemplaren hebben de borstbeenderen facetten voor de aanhechting van drie tot vier sternale ribben. De aanhechtingsvlakken voor de ravenbeksbeenderen liggen achter elkaar.
De bovenarmen zijn kort, het opperarmbeen is 67 millimeter lang bij SMNS 51100, maar robuust met een vierkante deltopectorale kam, en ook de onderarm is vrij kort; bij SMNS 9787 hebben ellepijp en spaakbeen een lengte van 83 millimeter. De vleugels als geheel zijn echter vrij lang voor een vroege pterosauriër: de hand is dus relatief zeer lang. Binnen de hand zijn het eerste en het tweede kootje van de vleugelvinger het langst en is daarbij het tweede langer (210 tegenover 195 millimeter bij SMNS 9787); opnieuw een afgeleid kenmerk. Het os pteroide, het bot dat het propatagium, het membraan tussen vleugel en nek, ondersteunde was relatief kort en stevig. De middenhandsbeenderen zijn kort: drie centimeter bij SMNS 9787. De eerste drie zijn vrij zwak gebouwd met kleine sterk gekromde klauwtjes; het vierde draagt de vleugelvinger, waarvan de kootjes robuust en erg lang zijn: zelfs het derde en het vierde zijn bij SMNS 9787 respectievelijk 165 en 122 millimeter lang. De verhoudingen tussen de verschillende armbeenderen voldoen aan de formule ph2 > ph1 > ph4 > ph3 > r⁄u > h, waarbij 'ph' staat voor phalanx, i.c. het kootje van de vleugelvinger; 'r' voor radius, het spaakbeen; 'u' voor ulna, de ellepijp en 'h' voor humerus, het opperarmbeen.
Het bekken is niet goed bekend; twee exemplaren waarin het goed bewaard is gebleven, SMNS 9787 en het losse bekken BSP 1985 I 87, laten het alleen van bovenaf zien, alleen CM 11424 toont stukken in zijaanzicht. Volgens sommigen is het typisch voor Campylognathoides dat schaambeen en zitbeen niet vergroeiden maar Padian meent dat dit variabel is en versmelting zich op latere leeftijd wel voordeed. De benen zijn vrij kort, met het onderbeen langer dan het dijbeen: ruim 92 tegenover zeventig millimeter bij SMNS 9787. Het kuitbeen is even lang als het scheenbeen en reikt tot aan de enkel, wellicht een basaal kenmerk dat ook bekend is van Peteinosaurus. Het eindigt in een ronde verbrede punt. De kop van het dijbeen maakt een hoek van 45° met de schacht. Volgens een studie van Padian uit 2008 kan de zool van de voet alleen dan op de grond geplaatst worden als het dijbeen tamelijk recht onder het lichaam gehouden werd. Dit zou erop wijzen dat Campylognathoides in staat was op twee benen te lopen en op te stijgen — dit is echter omstreden. Het in 1986 bij Braunschweig gevonden BSP 1985 I 87, een bekken van een pterosauriër, dat aan Campylognathoides werd toegeschreven en niet zoals meestal erg platgedrukt was zodat de driedimensionale structuur direct bestudeert kon worden, leek volgens Wellnhofer juist aan te tonen dat de dijbenen normaliter vrij sterk zijwaarts uitstaken, wat niet past bij een tweebenige voortbeweging. De voeten zijn vrij klein met kleine tamelijk rechte klauwtjes. Het derde middenvoetsbeen heeft een lengte van 41 millimeter bij SMNS 9787; opmerkelijk genoeg van 61 millimeter bij het toch kleinere SMNS 51100. De zijwaarts uitstekende vijfde teen, die meestal wordt gezien als drager van een membraan tussen de voeten, het cruropatagium, was tamelijk kort, hetgeen niet helemaal met die functie in overeenstemming is.

## Taxonomie en Fylogenie
Campylognathoides werd traditioneel ondergebracht binnen de Rhamphorhynchidae; in 1928 plaatste Franz Nopcsa de soort daarbinnen in de Rhamphorhynchinae. Na een lange periode van verwaarlozing in het midden van de twintigste eeuw werden er in de jaren zestig weer studies verricht naar de pterosauriërssystematiek. Daarbij drong het besef door dat Campylognathoides een aparte positie innam. In 1967 gaf Oscar Kuhn de soort binnen de Rhamphorhynchidae een eigen onderfamilie Campylognathoidinae.
In de jaren negentig maakte de methode van de kladistiek het mogelijk de relaties exact uit te rekenen. De analyses lieten zien dat Campylognathoides basaler, dieper in de stamboom, geplaatst is dan de Rhamphorhynchidae, zoals in 1974 al voorspeld was door Peter Wellnhofer. Voor de soort werd een klade Campylognathoididae geschapen, de vroegste afsplitsing binnen de Lonchognatha. Latere analyses bevestigden deze positie. Er is echter onzekerheid ontstaan over de vraag of Campylognathoides daarbij wellicht speciaal verwant is aan andere soorten. Eerst concludeerden David Unwin, Alexander Kellner en Padian dat er een nauwe verwantschap bestond met Eudimorphodon. Dat werd onder andere ondersteund door de overeenkomende schedelvorm, met een plots spits toelopen van de snuit en een driehoekig fenestra antorbitalis; het korte opperarmbeen, voorzien van een rechthoekige deltopectorale kam; en het vierkante borstbeen. Padian wees er echter op dat Eudimorphodon bepaalde oorspronkelijke kenmerken had die Campylognathoides verloren had, zoals het niet extreem naar achteren doorgroeien van de praemaxilla en maxilla. In 2010 publiceerde Brian Andres een analyse die Eudimorphodon en Austriadactylus samen in een zeer basale positie plaatste, wat zou betekenen dat Campylognathoides de enige bekende soort is binnen de Campylognathoididae.

## Levenswijze
Traditioneel wordt aan Campylognathoides een levenswijze als viseter toegeschreven, zoals aan de meeste pterosauriërs. In dit geval wordt dit ondersteund door het feit dat de fossielen in mariene afzettingen gevonden zijn. Padian heeft er echter op gewezen dat de tandvorm niet die van een typische viseter lijkt te zijn. De tanden, kort, breed aan de basis en met een krachtig snijvlak zijn niet aangepast aan het vasthouden van een glibberige prooi. Ze zouden gebruikt kunnen zijn om kleine landdieren te grijpen, zoals grote insecten, zoogdieren en hagedissen, waarbij de langere achterste tanden in de praemaxilla een dodelijke beet hadden kunnen toebrengen. De andere pterosauriër die in de formatie is gevonden, Dorygnathus, zou met zijn zeer lange grijptanden dan de niche van viseter gevuld hebben. Een probleem met deze interpretatie is echter dat Campylognathoides wel vijf maal zeldzamer is in de aardlagen maar toch te talrijk om aan te nemen dat het slechts om boven zee verdwaalde exemplaren zou gaan. Ook zijn de lange ranke vleugels niet typisch voor een jager in de bossen: ze beperken de slagfrequentie zodat het lastig wordt om steil op te stijgen of in een beperkte ruimte te manoeuvreren. Misschien bestond het voedsel wel uit zeedieren maar met een harde bepantsering, zoals verschillende groepen inktvissen in die periode bezaten. Een laatste mogelijkheid is dat de soort zich specialiseerde in het aanvallen van andere pterosauriërs.
Jonge individuen zijn niet bekend en moeten op of nabij het land geleefd hebben, waar volwassen exemplaren zich in ieder geval bevonden als ze eieren legden. Dat land was een groot eiland ten zuidoosten van de vindplaatsen, het Massief van Bohemen, gelegen in een ondiepe uitloper van de Tethyszee. Het is goed mogelijk dat de soort ook de continentale kust ten noorden en westen hiervan bewoonde. Als Padians model van een tweevoetige renner correct is, zal Campylognathoides zich op de grond goed uit de voeten hebben kunnen maken. Was de soort echter een viervoeter dan moet de gang veel langzamer zijn geweest; opstijgen was echter geen probleem omdat daarbij de vleugels zich tegen de bodem konden afzetten. Gezien de kleine klauwen was het vermogen tot klimmen niet sterk ontwikkeld.
De lagen waarin Campylognathoides gevonden zijn, Lias ε II, omvatten het middelste stuk van het vroege Toarcien en de fossielen ervan beperken zich tot een bereik van minder dan een miljoen jaar. Welke de vooroudersoort was, is onbekend en ook wanneer Campylognathoides uitstierf of zich wellicht in verschillende soorten splitste.